# Томский НИИ кардиологии ТНИМЦ РАН
Кардиологи́ческий це́нтр ГУ НИИ кардиоло́гии ТНИМЦ РАН —
медицинский комплекс в Томске, крупное научно-исследовательское учреждение, которое является головным по проблемам кардиологии в регионе Сибири и Дальнего Востока. Первоначально появилось как Томский научно-исследовательский институт кардиологии Томского научного центра Сибирского отделения Академии медицинских наук СССР (НИИ кардиологии ТНЦ СО АМН СССР).
Основные направления научных и клинических исследований института — диагностика, лечение и профилактика атеросклероза, ишемической болезни сердца, артериальной гипертензии; разработка новых методов профилактики, медикаментозного лечения и реабилитации больных, перенёсших острый инфаркт миокарда; изучение распространённости и закономерностей формирования сердечно-сосудистых заболеваний; разработка новых методов реконструктивной и восстановительной хирургии сердца и магистральных сосудов, разработка и внедрение новых методов лечения нарушений ритма сердца. Интенсивно ведётся хирургическое и эндоваскулярное лечение ишемической болезни сердца, а также врожденных пороков сердца у детей раннего возраста.
Бесплатную медицинскую помощь в рамках выделенной федеральной квоты регионов, могут получить дети, проживающие в Алтайском крае, Амурской области, Еврейской АО, Забайкальского края, Иркутской области, Камчатского края, Кемеровской, Кировской области, Красноярского края, Курганской, Магаданской, Нижегородской, Новосибирской, Пензенской области, Пермского края, Республике Алтай, Республике Бурятия, Республике Марий Эл, Республике Саха, Республике Тыва, Республике Хакасия, Самарской, Сахалинской, Ульяновской области, Удмуртской Республике, Приморского края, Хабаровского края, Челябинской области, Чувашской Республике, Чукотском АО и Ямало-Ненецком АО.
На базе института функционирует 12 научных отделений, 3 научные лаборатории, более 100 научных сотрудников.
При слиянии РАМН и РАН в 2014 году и упразднении в связи с этим ТНЦ СО РАМН, было инициировано создание федерального научного центра ТНИМЦ РАН, который полноценно начал функционировать с весны 2017 года. Штаб-квартира ТНИМЦ РАН расположена в административном здании Томского НИИ онкологии (Томск, пер. Кооперативный, 5). Директор НИИ онкологии, д.м.н., профессор, академик РАН Е. Л. Чойнзонов стал также руководителем ТНИМЦ РАН и с октября 2017 года вошёл в состав Президиума Российской академии наук.
С Томским НИИ кардиологии связаны имена и судьбы многих известных российских медиков, среди которых академики А. И. Потапов, В. В. Пекарский, С. П. Карпов[уточнить], профессора С. В. Попов, Г. Ц. Дамбаев и др.

## Руководители
- с 1986 по 2015 годы — академик РАМН и РАН Р. С. Карпов
- с 2016 года — академик РАН С. В. Попов